# Trans-Sahara-handelen
Trans-Sahara-handelen mellem Maghreblandene ved Middelhavet og Vestafrika foregik langs en handelsrute, som var i brug fra det 8. århundrede til sidst på det 16. Det er væsentligt at afgøre, hvorfor sådan en handel i det hele taget opstod, før man undersøger fordelingen af karavaneruter og svingningerne i godsmængden, der blev fragtet langs ruterne. Saharaørkenen er et ugæstfrit område, der adskiller økonomien ved Middelhavet fra den i Nigerområdet. Som den franske forsker Fernand Braudel, gjorde opmærksom på, så er den slags barrierer (Atlanterhavet er et andet eksempel) kun værd at krydse under særlige betingelser, nemlig når udbyttet overstiger tabet (se: The Perspective of the World).
Transporten blev gennemført med karavaner af dromedarer, som blev opfedet i et vist antal måneder enten i Maghreblandene eller i Sahelområdet, før de blev samlet til en karavane. Ifølge den vidt berejste Ibn Battuta (*1304 – †1368), der fulgte én af karavanerne, bestod de gennemsnitligt af ca. 1.000 dromedarer, men nogle kunne være så store som 12.000. Karavanerne blev styret af højt betalte førere fra berberfolket. De kendte ørkenen, og de kunne sikre karavanen mod angreb fra andre ørkennomader. Karavanens overlevelse var hele tiden i fare og afhang af omhyggelig forberedelse. Løbere blev f.eks. sendt i forvejen til oaserne, så man derfra kunne sende vand ud til karavanen, mens den endnu var flere dagsrejser borte. Det var nemlig ikke muligt at bringe tilstrækkeligt vand med til at gennemføre de længste etaper.

## Den tidlige handel tværs over Sahara
Korte handelsruter ved Nildalen har været i brug gennem årtusinder, men handel på tværs af Sahara var vanskelig før dromedaren blev tæmmet. Genstande og materialer, der er fundet langt fra deres oprindelsessted, beviser, at der må have været en vis handel, især mod vest, hvor ørkenen er smallest. Man ved ikke præcist, hvornår der opstod handelsforbindelse mellem Vest- og Centralafrika på den ene side og Middelhavslandene på den anden side. I den klassiske litteratur findes der beretninger om spredte kontakter, og det nævnes første gang, at garamanterne i Fezzan drev handel mellem Leptis Magna og Tchadområdet. Denne handel oplevede et kraftigt opsving efter det 1. århundrede på grund af romerriget. Her efterspurgte man først og fremmest guld, slaver, elfenben og eksotiske dyr til cirkusforestillingerne, og det blev betalt med romerske luksusvarer. Det fik stor betydning, at brugen af tamme dromedarer bredte sig til hele Nordafrika i løbet af det 1. århundrede. Dyrene blev brugt af berberne, som skabte en mere regelmæssig kontakt tværs over Sahara.

## Handelen gennem Sahara i Middelalderen
Efter det 5. århundrede skete der igen en forøgelse af handelen, da Ghanariget blev dannet i det sydvestlige Sahara (den sydlige del af det nuværende Mauretanien). Med en ny, social overklasse i Niger-Senegalområdet, steg efterspørgslen efter luksusvarer fra Middelhavsområdet betydeligt. Desuden blev det afgørende, at Ghana kunne beskytte handelen ved hjælp af en stabil ordensmagt. Områderne langs Middelhavets sydkyst manglede guld, mens de vestafrikanske lande havde maser af guld, men mangel på salt. Handelen med guld fra Sahel blev derfor styrket, da der blev åbnet saltminer i det nuværende Algeriet. Slavehandelen var også vigtig, og et stort antal afrikanere blev sendt nordpå for at tjene som husslaver. Desuden importerede de vestafrikanske lande toptrænede soldaterslaver. Der blev skabt flere handelsruter, men de mest betydningsfulde var dem, der havde endepunkt i[?]. Det nordlige endepunkt for handelen var indtil det 11. århundrede byen Sigilmasa (i det nuværende Marokko).
I de nordafrikanske byer fik berberne kontakt med Islam, som mange konverterede til, og i det 8. århundrede rejste mange muslimer til Ghana. Her konverterede mange, og det er sandsynligt, at det gjorde rigets handel privilegeret. Omkring 1050 erobrede Ghana knudepunktet Audaghost, men nye guldminer ved Bure førte til en nedgang i byens handel. Omvendt gavnede det Sosofolket, som senere grundlagde Maliriget. Det medførte, at der var to vigtige handelsruter. Den første krydsede den vestlige ørken fra Marokko til Nigerflodens knæ, mens den anden gik fra det nuværende Tunesien til egnene ved Tchad-søen. Disse ruter var forholdsvis korte, og de støttede sig til oaserne, som fastlagde ruternes forløb gennem ørkenen. Længere mod øst var det ikke muligt at passere det sydlige Libyen på grund af de kraftige sandstorme, og fordi der mangler oaser. En rute på langs ad ørkenen fra Nigerknæet til Egypten blev opgivet allerede i det 10. århundrede, fordi den var for risikabel.
Ligesom Ghana var Mali et muslimsk kongerige, og guld–salt-handelen fortsatte uforstyrret. Andre mindre vigtige varer var kolanødder fra syd og glasperler og sneglehuse af arten Cypraea moneta (der blev brugt som betalingsmiddel) fra nord. Det var under Mali, at de store byer ved Nigerflodens knæ fik en opblomstring. Det var først og fremmest Gao og Djenné, men især Timbuktu blev kendt i Europa for sin store rigdom. Der udviklede sig vigtige handelscentre i det sydlige Vestafrika, hvor skov og savanne mødes. Blandt eksemplerne kan nævnes Begho og Bono Manso (i det nuværende Ghana) og Bondoukou (i det nuværende Elfenbenskysten). De vestlige handelsruter var stadig vigtige med Ouadane, Oualata og Chinguetti som betydningsfulde handelscentre i det, der nu er Mauretanien, mens Tuaregernes byer Assodé og senere Agadez voksede op langs en østlig rute i det nuværende Niger (land).
Den østlige rute gennem Sahara førte til udviklingen af Kanem-Bornuriget, som herskede over egnene omkring Tchadsøen gennem en lang periode. Denne rute var mindre brugt og blev først vigtig, da der opstod uro i forbindelse med almohadernes erobringer i Vestsahara.

## Nedgang i handelen gennem Sahara
De portugisiske opdagelsesrejser langs kysten af Vestafrika åbnede nye kanaler for handelen mellem Europa og Vestafrika. I det tidlige 16. århundrede var der etableret europæiske baser langs kysten, og handelen med de rige europæere kom i første række for Vestafrika. Nordafrika havde nedgang bade politisk og økonomisk, men handelen gennem Sahara fortsatte dog trods alle de problemer og farer, der var forbundet med den. Det afgørende stød fik handelen først med den marokkanske krig i årene 1591-1592. Marokko sendte tropper gennem ørkenen og angreb Timbuktu, Gao og andre vigtige handelscentre, hvor tropperne ødelagde bygninger og bohave, mens de fordrev de fornemste indbyggere. Den forstyrrelse førte til en dramatisk forringelse af disse byers livsgrundlag, og det fjendskab, krigen havde skabt, formindskede handelen betydeligt.
Skønt den var meget svækket, fortsatte handelen gennem Sahara stadig, men handelsruterne til den vestafrikanske kyst blev efterhånden lettere at bruge. Det blev særligt tydeligt efter den franske invasion i Sahel i løbet af 1890'erne og opbygningen af jernbaner til det indre af landet. En bane fra Dakar til Alger via Nigerknæet blev planlagt, men aldrig gennemført.
Da landene i regionen fik deres selvstændighed i 1960'erne, blev nord-syd ruterne afskåret af landegrænser. Staterne var fjendtligt indstillet overfor tuaregernes nationalfølelse og gjorde kun lidt ud af at opretholde eller støtte handelen gennem Sahara. Tuaregoprøret i 1990'erne og den algierske borgerkrig betød yderligere svækkelse af ruterne, fordi mange veje blev lukkede.
I dag findes der nogle få asfalterede veje gennem Sahara, og et begrænset antal lastbiler gennemfører transporten af hovedsagelig brændstof og salt. De traditionelle karavaneruter er næsten helt dromedarer, men de korte ruter fra Agadez til Bilma og fra Timbuktu til Taoudenni bruges endnu, om end i mindre grad. Nogle af tuaregerne bruger de traditionelle ruter hvert år og rejser i løbet af seks måneder mere end 2.000 km på kamelryg tværs gennem Sahara. De bringer salt fra den centrale del af ørkenen ud til samfundene langs yderkanten af den.